# جيرارد كريستوفر
جيرارد كريستوفر (بالإنجليزية: Gerard Christopher)‏ هو ممثل أمريكي، ولد في 11 مايو 1959 بنيويورك في الولايات المتحدة.

## وصلات خارجية
- جيرارد كريستوفر على موقع IMDb (الإنجليزية)
- جيرارد كريستوفر على موقع ألو سيني (الفرنسية)
- جيرارد كريستوفر على موقع قاعدة بيانات الفيلم (الإنجليزية)
- جيرارد كريستوفر على موقع كينوبويسك (الروسية)